# Portarlington
Portarlington (Cúil an tSúdaire en irlandais, c'est-à-dire le « coin de tanneur ») est une ville du comté de Laois en république d'Irlande.
La ville de Portarlington compte 7 092 habitants. C'est un important nœud ferroviaire, à la jonction des lignes reliant l'ouest (Galway, comté de Mayo) et le sud (Cork, Limerick, Tralee) avec l'est (Dublin, Kildare).
Portarlington, traversée par la rivière Barrow, se trouve à la limite entre les comtés de Laois et d'Offaly.

## Histoire

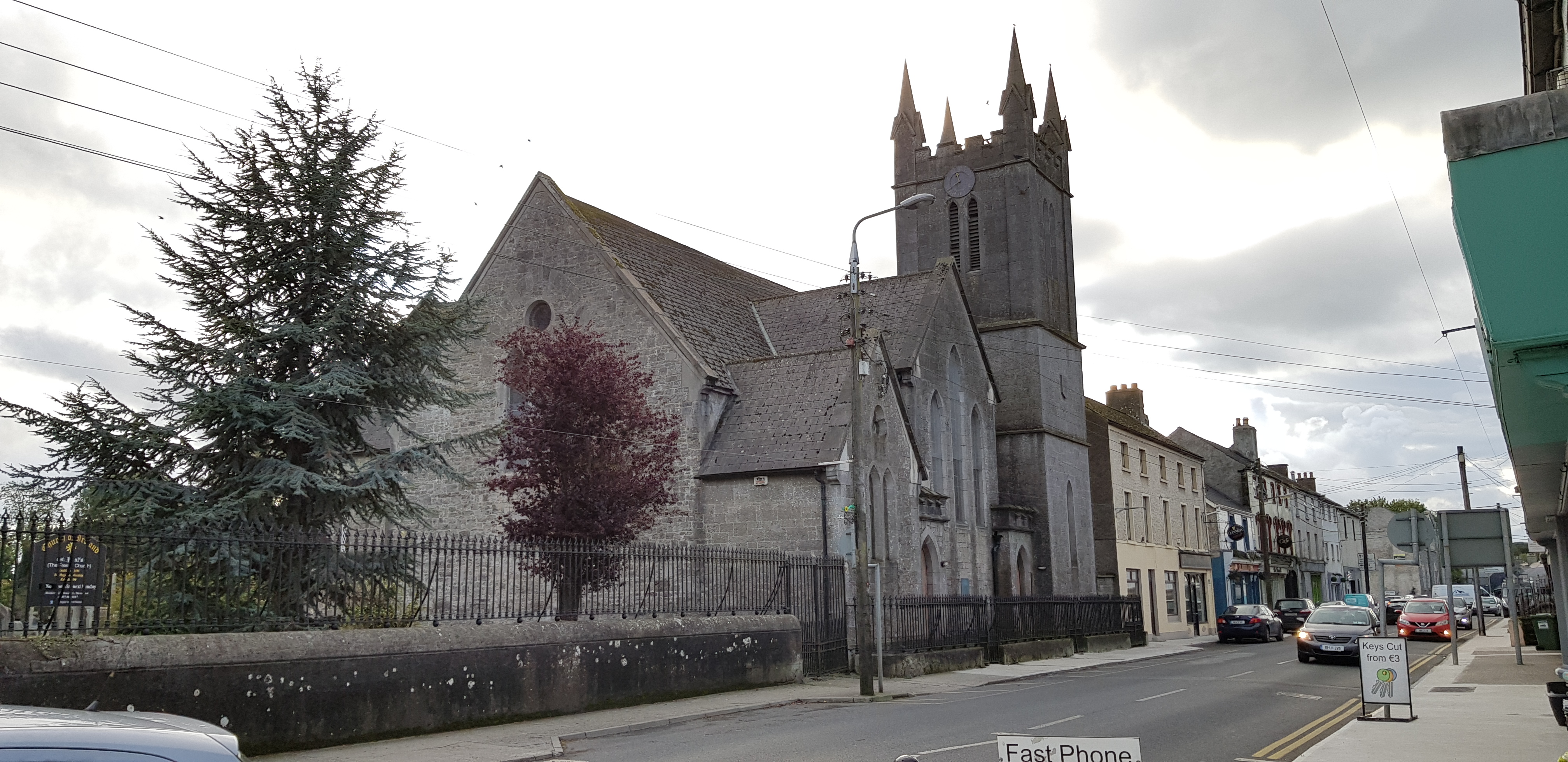
Église Saint-Paul sur French Church Street.

À la fin du XVIIe siècle Guillaume III d'Orange-Nassau, roi d'Angleterre, fait don de la ville au marquis de Ruvigny, descendant des protestants français Huguenots et commandant en chef de l'armée anglaise en Irlande. En 1699, après le traité de Ryswick, des protestants français s'établissent dans la ville. Au XVIIIe siècle, Portalington compte seize école françaises. Un nouveau temple français est consacré en 1694. En 1723, le chef militaire des Camisards des Cévennes, Jean Cavalier, s'y installe un temps. Jonathan Swift (1667-1745) rédige une partie des Voyages de Gulliver à la Woodbrook House de Portalington.
Chaque mois de juillet est célébré le Festival français de Portalington.